# Gmina zbiorowa Gronau (Leine)
Gmina zbiorowa Gronau (Leine) (niem. Samtgemeinde Gronau (Leine)) – dawna gmina zbiorowa położona w niemieckim kraju związkowym Dolna Saksonia, w powiecie Hildesheim. Siedziba gminy zbiorowej znajdowała się w miejscowości Gronau (Leine). 1 listopada 2016 gmina zbiorowa została połączona z gminą zbiorową Duingen tworząc nową gminę zbiorową Leinebergland. Pięć gmin przyłączono do miasta Gronau (Leine), które stały się automatycznie jego dzielnicami.

## Podział administracyjny
Do gminy zbiorowej Gronau (Leine) należało siedem gmin, w tym jedno miasto (Stadt) oraz jedno miasteczko (Flecken):
1. Banteln
2. Betheln
3. Brüggen
4. Despetal
5. Eime, miasteczko
6. Gronau (Leine), miasto
7. Rheden